# جولیو سزار پینیرو
جولیو سزار پینیرو (به پرتغالی: Julio César Pinheiro García) هافبک اهل برزیل است که در شهر Itapeva و در تاریخ ۲۲ اوت ۱۹۷۶ به دنیا آمده‌است.
جولیو سزار پینیرو در تیم‌های فوتبال Celaya، Logroñés، Celaya، کروز آزول، باشگاه فوتبال اوساسونا، باشگاه فوتبال اطلس، باشگاه فوتبال پونته پرتا، باشگاه فوتبال مونتری، باشگاه فوتبال اونیورسیداد ناسیونال، باشگاه فوتبال کیوتو سانگا سابقهٔ حضور دارد.